# Dunnellon
Dunnellon és una població dels Estats Units a l'estat de Florida. Segons el cens del 2000 tenia 1.898 habitants.

## Demografia
Segons el cens del 2000, Dunnellon tenia 1.898 habitants, 950 habitatges, i 555 famílies. La densitat de població era de 103,9 habitants/km².
Dels 950 habitatges en un 18,5% hi vivien nens de menys de 18 anys, en un 44,6% hi vivien parelles casades, en un 11,4% dones solteres, i en un 41,5% no eren unitats familiars. En el 37,3% dels habitatges hi vivien persones soles el 24,4% de les quals corresponia a persones de 65 anys o més que vivien soles. El nombre mitjà de persones vivint en cada habitatge era de 2 i el nombre mitjà de persones que vivien en cada família era de 2,59.
Per edats la població es repartia de la següent manera: un 17,2% tenia menys de 18 anys, un 5,1% entre 18 i 24, un 17,7% entre 25 i 44, un 24,6% de 45 a 60 i un 35,5% 65 anys o més.
L'edat mediana era de 53 anys. Per cada 100 dones de 18 o més anys hi havia 75,8 homes.
La renda mediana per habitatge era de 27.386 $ i la renda mediana per família de 35.313 $. Els homes tenien una renda mediana de 29.605 $ mentre que les dones 22.045 $. La renda per capita de la població era de 17.905 $. Entorn del 10,4% de les famílies i el 15,5% de la població estaven per davall del llindar de pobresa.

## Poblacions properes
El següent diagrama mostra les poblacions més properes.